# Scudo banderese
Lo scudo banderese, detto anche scudo da torneo, è uno scudo di forma rettangolare largo 7 moduli ed alto 8, mentre secondo alcuni autori si tratta di uno scudo quadrato.
Era lo scudo dei signori che avevano il diritto di far prendere le armi ai loro vassalli, e di condurli alla guerra sotto la loro bandiera. Questi signori erano chiamati cavalieri banderesi (chevaliers bannerets).
Lo scudo banderese, replicato in stoffa e attaccato ad un'asta verticale, è il diretto progenitore delle bandiere che, nella loro forma originale, erano appunto quadrate.
Sembra che Filippo II l'Ardito, Duca di Borgogna, sia stato il primo a presentarsi in un torneo, nel 1399, con uno scudo di questo tipo; i francesi lo utilizzarono dopo che Carlo VI costituì una compagnia di 500 cavalieri, detti bandierati proprio perché dotati di questo scudo.

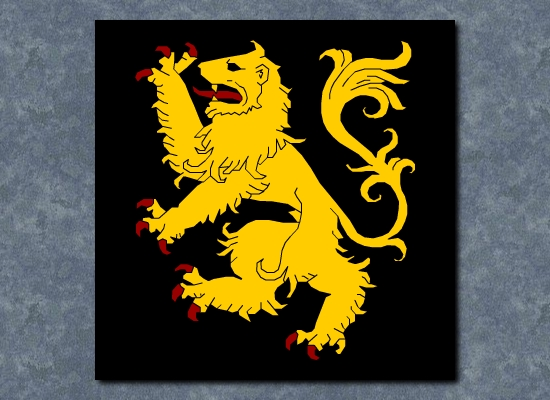
Di nero, al leone d'oro armato e lampassato di rosso
Stemma del Burgraviato
D'oro, al leone rampante coronato con la coda forcata di rosso